# Ясенівське нафтове родовище
Ясенівське нафтове родовище — належить до Талалаївсько-Рибальського нафтогазоносного району Східного нафтогазоносного регіону України.

## Опис
Розташоване в Сумській області на відстані 14 км від м. Охтирка.
Знаходиться в межах Охтирського виступу фундаменту півн. прибортової зони центральної частини Дніпровсько-Донецької западини.
Структура виявлена в 1972-80 рр. По відбиваючих горизонтах візейського ярусу вона являє собою монокліналь, що занурюється на півд. захід під кутом 3-4 градуси і розбита скидами на блоки; в центральному блоці — структурний ніс.
Поклад масивно-пластовий, тектонічно екранований і літологічно обмежений. Прогнозувався режим розчиненого газу. У 1989 р. в інтервалі 4133-4140 м з пісковиків турнейського ярусу одержано фонтанний приплив нафти дебітом 5,5 м³/добу на штуцері 2 мм. Запаси нафти підраховані в умовному контурі. Запаси початкові видобувні категорій А+В+С1 — 882 тис.т нафти. Густина дегазованої нафти 834 кг/м³.